# Бабушкина, Людмила Валентиновна
Людми́ла Валенти́новна Ба́бушкина (род. 27 января 1951 года, Дзержинск, РСФСР, СССР) — российский политический деятель, председатель Законодательного собрания Свердловской области с 20 декабря 2011 года, председатель Палаты Представителей Законодательного Собрания Свердловской области (с 2007 года по 2011 год). Почётный гражданин Тугулымского района.

## Биография
После окончания школы поступила в Дзержинский техникум имени Красной Армии, который закончила в 1969 году и была направлена на Режевской химический завод (г. Реж Свердловской области), где сначала работала техником-нормировщиком, затем — инженером-экономистом цеха. На заводе являлась секретарем комсомольской организации, а в 1977 году вступила в КПСС, через год возглавив первичную партийную организацию цеха. В 1984 году перешла работать на военное представительство Министерства обороны СССР, занимавшееся приемкой продукции завода, где также возглавляла организацию КПСС. В конце 1980-х заочно окончила факультет экономики труда Высшей школа профсоюзного движения ВЦСПС им. Шверника.
В 1991 году Бабушкина возглавила создаваемое Режевское отделение управления Пенсионного фонда Российской Федерации по Свердловской области, а в декабре 1997 года была переведена в Екатеринбург на должность заместителя управляющего управлением Пенсионного фонда Российской Федерации по Свердловской области. Непосредственным руководителем Бабушкиной являлся Сергей Дубинкин, который в 2011 году был осужден за взяточничество. Дубинкин в то время входил в руководство движения «Преображение Урала», являлся депутатом Палаты представителей Законодательного собрания Свердловской области, активно участвовал в политике.
26 марта 2000 была избрана депутатом Палаты представителей Законодательного Собрания Свердловской области (ППЗС) III созыва от Богдановичского одномандатного избирательного округа № 3, получив поддержку 25,27 % проголосовавших. В связи с тем, что депутаты Палаты представителей работали не на освобожденной основе, продолжала работать заместителем управляющего свердловского управления Пенсионного фонда. После переизбрания в Палату от этого же округа в марте 2004 года, в апреле 2004 года избрана заместителем председателя Палаты представителей, в связи с этим оставила пост заместителя управляющего отделением Пенсионного фонда (в отличие от рядовых депутатов, председатель ППЗС и его заместители работали на постоянной основе).
В октябре 2007 года, после утверждения бывшего председателя ППЗС Ю. В. Осинцева членом Совета Федерации, была избрана и. о. председателя палаты. Фактически же, Л. В. Бабушкина, вместе со вторым заместителем председателя В. Ф. Никитиным, исполняли обязанности председателя с марта 2007 года. 14 марта 2008 года, на первом заседании ППЗС V созыва, была избрана её председателем.
В 2008 году вновь была избрана депутатом Палаты представителей от того же Богдановичского округа и вновь избрана председателем Палаты.
4 декабря 2011 была избрана в состав однопалатного Законодательного собрания Свердловской области. На первом заседании избрана председателем Законодательного собрания.

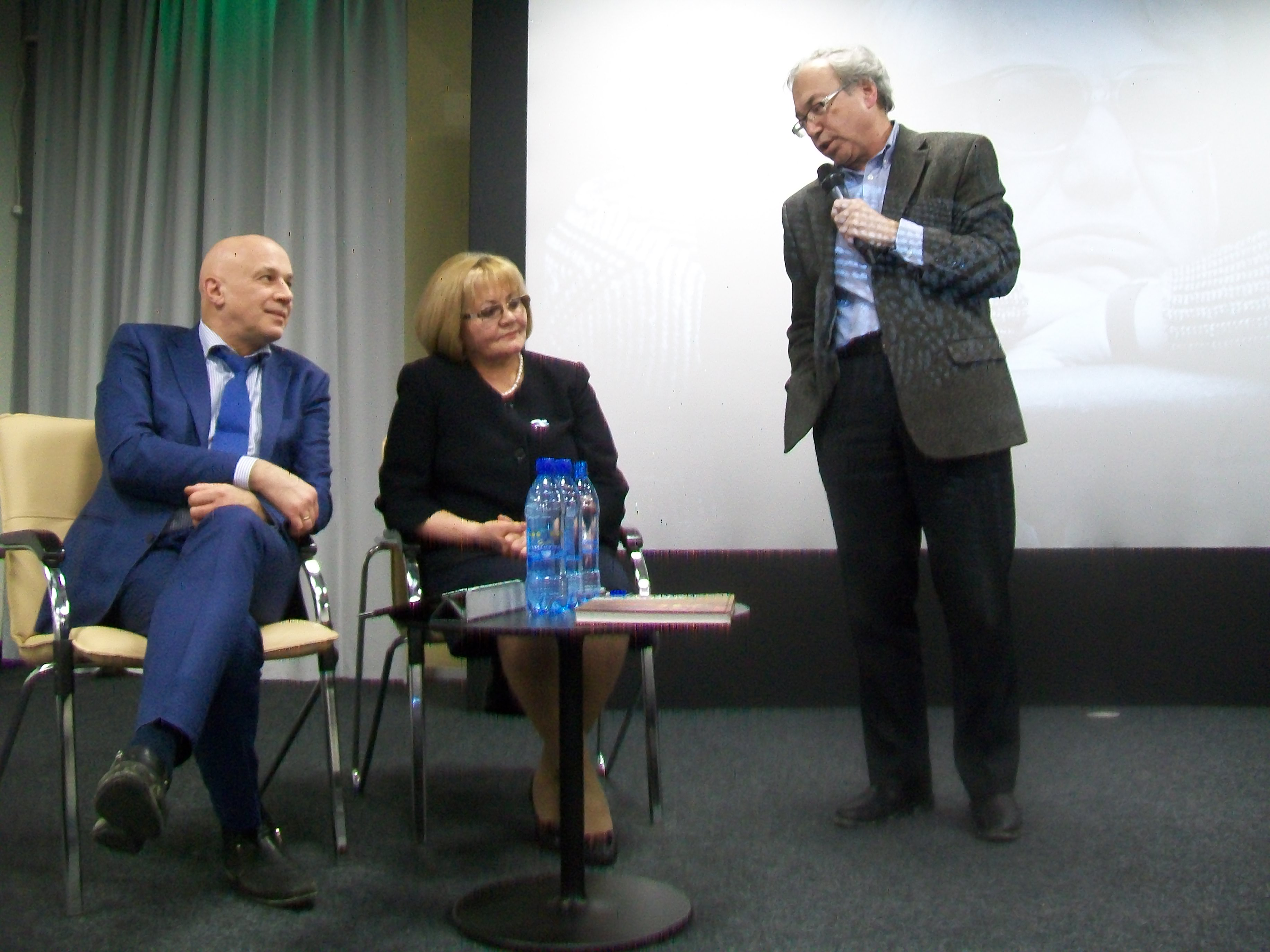
Людмила Бабушкина (в центре) на Народной трибуне в «Ельцин-центре», (Екатеринбург, 21 февраля 2017 года)

18 сентября 2016 года повторно избрана депутатом Законодательного собрания Свердловской области. На этих выборах Бабушкина являлась «паровозом» партии, так как проходила в качестве кандидата сразу на два депутатских места в Законодательном собрании Свердловской области — по партийному списку и по одномандатному округу. После оглашения итогов голосования Бабушкина отказалась от мандата, полученного ей по партийному списку.

## Личная жизнь
Муж — Александр Сергеевич Бабушкин — скончался в 2011 году, на 63-м году жизни. В браке прожили 35 лет.

## Награды
- Орден Почёта (21 июля 2025) — за достигнутые трудовые успехи и многолетнюю добросовестную работу[8]
- Орден Дружбы (4 октября 2019) — за активную законотворческую деятельность и многолетнюю добросовестную работу[9]
- Медаль ордена «За заслуги перед Отечеством» II степени (14 августа 2014) — за активную законотворческую деятельность, заслуги в укреплении законности, защите прав и интерсов граждан, подготовку юридических кадров и многолетнюю добросовестную работу[10]
- Почётная грамота Совета Федерации.
- Благодарность Председателя Государственной Думы Федерального Собрания Российской Федерации.
- Почётная грамота Губернатора Свердловской области.
- Почётная грамота Законодательного Собрания Свердловской области.
- Медаль Министерства обороны Чешской Республики.
- Нагрудный знак «Почётный работник Пенсионного фонда Российской Федерации».